# Grand Prix Itálie 2017
Grand Prix Itálie 2017 (oficiálně Formula 1 Gran Premio Heineken d'Italia 2017) se jela na trati v Monze v Itálii dne 3. září 2017. Závod byl třináctým v pořadí v sezóně 2017 šampionátu Formule 1.
V deštivé kvalifikaci (na Q3 se čekalo přes dvě hodiny) se nejlépe dařilo Lewisi Hamiltonovi, který v počtu pole position tímto překonal výkon Michaela Schumachera. Za ním se kvalifikovali oba jezdci Red Bull Racing Verstappen a Ricciardo, ale vinou penalizaci byli odsunuti dozadu. Lance Stroll se poněkud překvapivě dostal na druhou pozici a stal se nejmladším jezdcem startujícím z první řady v historii Formule 1. Za ním se pak seřadili Ocon, Bottas, Räikkönen a Vettel.
Nedělní závod nepřinesl na prvních místech žádná velká dramata. Po startu se závodníci Willamsu a Force India postupně propadali pořadím a před nimi na čele kroužili neohroženě jezdci Mercedesu. Na nejvyšším stupínku dojel Lewis Hamilton a na pódiu ho doplnili týmový kolega Valtteri Bottas a Sebastian Vettel z "domácího" týmu Ferrari.

## Kvalifikace
| Poř.                        | No. | Jezdec            | Konstruktér               | Časy v kvalifikaci | Časy v kvalifikaci | Časy v kvalifikaci | Pořadí na startu |
| Poř.                        | No. | Jezdec            | Konstruktér               | Q1                 | Q2                 | Q3                 | Pořadí na startu |
| --------------------------- | --- | ----------------- | ------------------------- | ------------------ | ------------------ | ------------------ | ---------------- |
| 1                           | 44  | Lewis Hamilton    | Mercedes                  | 1:36.009           | 1:34.660           | 1:35.554           | 1                |
| 2                           | 33  | Max Verstappen    | Red Bull Racing-TAG Heuer | 1:37.344           | 1:36.113           | 1:36.702           | 13               |
| 3                           | 3   | Daniel Ricciardo  | Red Bull Racing-TAG Heuer | 1:38.304           | 1:37.313           | 1:36.841           | 16               |
| 4                           | 18  | Lance Stroll      | Williams-Mercedes         | 1:37.653           | 1:37.002           | 1:37.032           | 2                |
| 5                           | 31  | Esteban Ocon      | Force India-Mercedes      | 1:38.775           | 1:37.580           | 1:37.719           | 3                |
| 6                           | 77  | Valtteri Bottas   | Mercedes                  | 1:35.716           | 1:35.396           | 1:37.833           | 4                |
| 7                           | 7   | Kimi Räikkönen    | Ferrari                   | 1:38.235           | 1:37.031           | 1:37.987           | 5                |
| 8                           | 5   | Sebastian Vettel  | Ferrari                   | 1:37.198           | 1:36.223           | 1:38.064           | 6                |
| 9                           | 19  | Felipe Massa      | Williams-Mercedes         | 1:38.338           | 1:37.456           | 1:38.251           | 7                |
| 10                          | 2   | Stoffel Vandoorne | McLaren-Honda             | 1:38.767           | 1:37.471           | 1:39.157           | 18               |
| 11                          | 11  | Sergio Pérez      | Force India-Mercedes      | 1:38.511           | 1:37.582           |                    | 10               |
| 12                          | 27  | Nico Hülkenberg   | Renault                   | 1:39.242           | 1:38.059           |                    | 14               |
| 13                          | 14  | Fernando Alonso   | McLaren-Honda             | 1:39.134           | 1:38.202           |                    | 19               |
| 14                          | 26  | Daniil Kvjat      | Toro Rosso                | 1:39.183           | 1:38.245           |                    | 8                |
| 15                          | 55  | Carlos Sainz Jr.  | Toro Rosso                | 1:39.788           | 1:38.526           |                    | 15               |
| 16                          | 20  | Kevin Magnussen   | Haas-Ferrari              | 1:40.489           |                    |                    | 9                |
| 17                          | 30  | Jolyon Palmer     | Renault                   | 1:40.646           |                    |                    | 17               |
| 18                          | 9   | Marcus Ericsson   | Sauber-Ferrari            | 1:41.732           |                    |                    | 11               |
| 19                          | 94  | Pascal Wehrlein   | Sauber-Ferrari            | 1:41.875           |                    |                    | 12               |
| 107 % času vítěze: 1:42.416 |     |                   |                           |                    |                    |                    |                  |
| —                           | 8   | Romain Grosjean   | Haas-Ferrari              | 1:43.355           |                    |                    | 20               |
| Zdroj:                      |     |                   |                           |                    |                    |                    |                  |

Poznámky
1. ↑  Max Verstappen obdržel trest posunu o 20 míst vzad za překročení počtu povolených pohonných jednotek.
2. ↑  Daniel Ricciardo obdržel trest posunu o 25 míst vzad za překročení počtu povolených pohonných jednotek.
3. ↑  Stoffel Vandoorne obdržel trest posunu o 25 míst vzad za překročení počtu povolených pohonných jednotek.
4. ↑  Sergio Pérez obdržel trest posunu o 5 míst vzad kvůli neplánované výměně převodovky.
5. ↑  Nico Hülkenberg obdržel trest posunu o 10 míst vzad za překročení počtu povolených pohonných jednotek.
6. ↑  Fernando Alonso obdržel trest posunu o 35 míst vzad za překročení počtu povolených pohonných jednotek.
7. ↑  Carlos Sainz Jr. obdržel trest posunu o 10 míst vzad za překročení počtu povolených pohonných jednotek.
8. ↑  Jolyon Palmer obdržel trest posunu o 15 míst vzad za překročení počtu povolených pohonných jednotek.
9. ↑  Romain Grosjean nezaznamenal čas, kterým by se kvalifikoval ve 107 % času vítěze. Start mu byl povolen sportovními komisaři. Zároveň také obdržel trest posunu o 5 míst vzad kvůli neplánované výměně převodovky.

## Závod
| Poř.   | No. | Jezdec            | Konstruktér               | Počet kol | Čas/Odstoupení | Pořadí na startu | Body |
| ------ | --- | ----------------- | ------------------------- | --------- | -------------- | ---------------- | ---- |
| 1      | 44  | Lewis Hamilton    | Mercedes                  | 53        | 1:15:32.312    | 1                | 25   |
| 2      | 77  | Valtteri Bottas   | Mercedes                  | 53        | +4.471         | 4                | 18   |
| 3      | 5   | Sebastian Vettel  | Ferrari                   | 53        | +36.317        | 6                | 15   |
| 4      | 3   | Daniel Ricciardo  | Red Bull Racing-TAG Heuer | 53        | +40.335        | 16               | 12   |
| 5      | 7   | Kimi Räikkönen    | Ferrari                   | 53        | +1:00.082      | 5                | 10   |
| 6      | 31  | Esteban Ocon      | Force India-Mercedes      | 53        | +1:11.528      | 3                | 8    |
| 7      | 18  | Lance Stroll      | Williams-Mercedes         | 53        | +1:14.156      | 2                | 6    |
| 8      | 19  | Felipe Massa      | Williams-Mercedes         | 53        | +1:14.834      | 7                | 4    |
| 9      | 11  | Sergio Pérez      | Force India-Mercedes      | 53        | +1:15.276      | 10               | 2    |
| 10     | 33  | Max Verstappen    | Red Bull Racing-TAG Heuer | 52        | +1 kolo        | 13               | 1    |
| 11     | 20  | Kevin Magnussen   | Haas-Ferrari              | 52        | +1 kolo        | 9                |      |
| 12     | 26  | Daniil Kvjat      | Toro Rosso                | 52        | +1 kolo        | 8                |      |
| 13     | 27  | Nico Hülkenberg   | Renault                   | 52        | +1 kolo        | 14               |      |
| 14     | 55  | Carlos Sainz Jr.  | Toro Rosso                | 52        | +1 kolo        | 15               |      |
| 15     | 8   | Romain Grosjean   | Haas-Ferrari              | 52        | +1 kolo        | 20               |      |
| 16     | 94  | Pascal Wehrlein   | Sauber-Ferrari            | 51        | +2 kola        | 12               |      |
| 17     | 14  | Fernando Alonso   | McLaren-Honda             | 50        | Spojka         | 19               |      |
| 18     | 9   | Marcus Ericsson   | Sauber-Ferrari            | 49        | Zavěšení       | 11               |      |
| Ret    | 2   | Stoffel Vandoorne | McLaren-Honda             | 33        | Elektronika    | 18               |      |
| Ret    | 30  | Jolyon Palmer     | Renault                   | 29        | Převodovka     | 17               |      |
| Zdroj: |     |                   |                           |           |                |                  |      |

Poznámky
1. 1 2  Fernando Alonso a Marcus Ericsson odstoupili ze závodu, ale byli klasifikováni, protože odjeli více než 90 % délky závodu.

## Průběžné pořadí po závodě
Pohár jezdců
|   | Pořadí | Jezdec           | Body |
| - | ------ | ---------------- | ---- |
| 1 | 1      | Lewis Hamilton   | 238  |
| 1 | 2      | Sebastian Vettel | 235  |
|   | 3      | Valtteri Bottas  | 197  |
|   | 4      | Daniel Ricciardo | 144  |
|   | 5      | Kimi Räikkönen   | 138  |

Pohár konstruktérů
|  | Pořadí | Konstruktér               | Body |
|  | ------ | ------------------------- | ---- |
|  | 1      | Mercedes                  | 435  |
|  | 2      | Ferrari                   | 373  |
|  | 3      | Red Bull Racing-TAG Heuer | 212  |
|  | 4      | Force India-Mercedes      | 113  |
|  | 5      | Williams-Mercedes         | 55   |